# Бруберг (клуб по хоккею с мячом)
Бру́берг/Сёдерхамн (швед. Broberg/Söderhamn Bandy) — шведский клуб по хоккею с мячом из Сёдерхамна.

## История команды
Клуб основан в 1919 году и назван в честь одного из районов Сёдерхамна. Первоначально в клубе также развивался ещё целый ряд видов спорта: футбол, плавание, водное поло, лыжный спорт, бокс.
В 1932 году «Бруберг» вышел в высший дивизион чемпионата Швеции по хоккею с мячом — Дивизион 1. Через год в сборной Швеции дебютировали игроки «Бруберга», ими стали Ингвар Васберг, Эрик Фриклунд и Густав Людвигссон.
В 1947 году «Бруберг» впервые дошёл до финала национального первенства, в котором ему удалось переиграть «Вестерос» со счётом 4-2. В следующем сезоне «Бруберг» вновь встретился с «Вестеросом» в финальном матче, но проиграл со счётом 1-4. После такого резкого взлёта наступил спад, и новых успехов не было вплоть до 1960-х — 1970-х годов, когда были завоёваны четыре титула чемпиона Швеции и три Кубка мира.
Всего в высшем дивизионе команда провела 55 сезонов.
В октябре 2008 года «Бруберг» стал отдельной от спортивного клуба командой и изменил официальное название, добавив в него уточнение «бенди».

## Достижения
- Чемпион Швеции: 5

- 1947, 1963, 1963/64, 1975/76, 1976/77

- Вице-чемпион Швеции: 5

- 1948, 1964/65, 1965/66, 1968/69, 1978/79

- Обладатель Кубка мира: 4

- 1975, 1977, 1978, 1983

- Финалист Кубка мира: 2

- 1974, 1981

- Финалист Кубка европейских чемпионов: 1

- 1976